# Liste des chevalements subsistants du bassin minier du Nord-Pas-de-Calais
Cette liste recense les chevalements subsistants du bassin minier du Nord-Pas-de-Calais en 2018.
Les chevalement sont classées dans l’ordre alphabétique des départements, communes et par les noms ou les numéros des puits.

## Liste
| Nom du puits                     | Département   | Commune            | Compagnie                                                  | Matériau de construction | Date de construction | Protection(s)                                                    | Coordonnées                 | Illustration |
| -------------------------------- | ------------- | ------------------ | ---------------------------------------------------------- | ------------------------ | -------------------- | ---------------------------------------------------------------- | --------------------------- | ------------ |
| Puits no 2                       | Nord          | Anhiers            | Compagnie des mines de Flines Compagnie des mines d'Aniche | Béton                    |                      | Inscrit MH (2010) · Patrimoine mondial (2012)                    | 50° 24′ 05″ N, 3° 09′ 36″ E |              |
| Puits Ledoux no 1                | Nord          | Condé-sur-l'Escaut | Compagnie des mines d'Anzin                                | Métal                    |                      | Inscrit MH (1992) · Patrimoine mondial (2012)                    | 50° 27′ 22″ N, 3° 37′ 10″ E |              |
| Puits du Sarteau no 2            | Nord          | Fresnes-sur-Escaut | Compagnie des mines d'Anzin                                | Maçonnerie               |                      | Classé MH (1999) · Patrimoine mondial (2012)                     | 50° 27′ 09″ N, 3° 33′ 22″ E |              |
| Puits Delloye no 1               | Nord          | Lewarde            | Compagnie des mines d'Aniche                               | Métal                    |                      | Classé MH (2010) · Patrimoine mondial (2012)                     | 50° 19′ 54″ N, 3° 10′ 21″ E |              |
| Puits Delloye no 2               | Nord          | Lewarde            | Compagnie des mines d'Aniche                               | Métal                    |                      | Classé MH (2010) · Patrimoine mondial (2012)                     | 50° 19′ 56″ N, 3° 10′ 21″ E |              |
| Puits Sabatier no 2              | Nord          | Raismes            | Compagnie des mines d'Anzin                                | Métal                    |                      | Inscrit MH (2009, 2010) · Patrimoine mondial (2012)              | 50° 24′ 20″ N, 3° 30′ 02″ E |              |
| Puits no 9                       | Nord          | Roost-Warendin     | Compagnie des mines de l'Escarpelle                        | Métal                    |                      | Inscrit MH (2009) · Patrimoine mondial (2012)                    | 50° 24′ 42″ N, 3° 06′ 12″ E |              |
| Puits Dutemple no 2              | Nord          | Valenciennes       | Compagnie des mines d'Anzin                                | Béton                    |                      | Inscrit MH (1992) · Patrimoine mondial (2012)                    | 50° 21′ 41″ N, 3° 28′ 49″ E |              |
| Puits Arenberg no 1              | Nord          | Wallers            | Compagnie des mines d'Anzin                                | Métal                    |                      | Inscrit MH (2009) · Classé MH (2010) · Patrimoine mondial (2012) | 50° 23′ 05″ N, 3° 25′ 31″ E |              |
| Puits Arenberg no 2              | Nord          | Wallers            | Compagnie des mines d'Anzin                                | Métal                    |                      | Inscrit MH (2009) · Classé MH (2010) · Patrimoine mondial (2012) | 50° 23′ 07″ N, 3° 25′ 29″ E |              |
| Puits Arenberg no 3              | Nord          | Wallers            | Compagnie des mines d'Anzin                                | Métal                    |                      | Inscrit MH (2009) · Classé MH (2010) · Patrimoine mondial (2012) | 50° 23′ 02″ N, 3° 25′ 31″ E |              |
| Puits no 13 bis / Félix Bollaert | Pas-de-Calais | Bénifontaine       | Compagnie des mines de Lens                                | Béton                    |                      | Inscrit MH (2009) · Patrimoine mondial (2012)                    | 50° 28′ 43″ N, 2° 49′ 17″ E |              |
| Puits no 5                       | Pas-de-Calais | Billy-Berclau      | Compagnie des mines de Meurchin                            | Métal                    |                      | Inscrit MH (2011) · Patrimoine mondial (2012)                    | 50° 30′ 34″ N, 2° 51′ 02″ E |              |
| Puits no 8 / Émile Cornuault     | Pas-de-Calais | Évin-Malmaison     | Compagnie des mines d'Anzin                                | Métal                    |                      | Inscrit MH (2009) · Patrimoine mondial (2012)                    | 50° 26′ 17″ N, 3° 01′ 17″ E |              |
| Puits Alfred Descamps            | Pas-de-Calais | Haisnes            | Compagnie des mines de Lens                                | Métal                    |                      | Inscrit MH (2004) · Patrimoine mondial (2012)                    | 50° 30′ 45″ N, 2° 48′ 14″ E |              |
| Puits no 3 bis / Amé Tilloy      | Pas-de-Calais | Liévin             | Compagnie des mines de Lens                                | Métal                    |                      | Inscrit MH (1992) · Patrimoine mondial (2012)                    | 50° 25′ 35″ N, 2° 46′ 47″ E |              |
| Puits no 1 bis                   | Pas-de-Calais | Liévin             | Compagnie des mines de Liévin                              | Métal                    |                      | Inscrit MH (2009) · Patrimoine mondial (2012)                    | 50° 25′ 22″ N, 2° 46′ 30″ E |              |
| Puits no 11 Pierre Destombes     | Pas-de-Calais | Loos-en-Gohelle    | Compagnie des mines de Lens                                | Métal                    |                      | Classé MH (2009) · Patrimoine mondial (2012)                     | 50° 26′ 36″ N, 2° 47′ 19″ E |              |
| Puits no 19 Pierre Destombes     | Pas-de-Calais | Loos-en-Gohelle    | Compagnie des mines de Lens                                | Béton                    |                      | Classé MH (2009) · Patrimoine mondial (2012)                     | 50° 26′ 37″ N, 2° 47′ 22″ E |              |
| Puits Émile Rainbeaux            | Pas-de-Calais | Marles-les-Mines   | Compagnie des mines de Marles                              | Métal                    |                      | Inscrit MH (1992) · Patrimoine mondial (2012)                    | 50° 30′ 13″ N, 2° 30′ 24″ E |              |
| Puits no 9 Declercq-Crombez      | Pas-de-Calais | Oignies            | Compagnie des mines de Marles                              | Métal                    |                      | Inscrit MH (1992) · Classé MH (1994) · Patrimoine mondial (2012) | 50° 27′ 39″ N, 2° 59′ 14″ E |              |
| Puits no 9 bis Declercq-Crombez  | Pas-de-Calais | Oignies            | Compagnie des mines de Marles                              | Métal                    |                      | Inscrit MH (1992) · Classé MH (1994) · Patrimoine mondial (2012) | 50° 27′ 41″ N, 2° 59′ 14″ E |              |

## Statistiques
- La commune comptant le plus de chevalements dans le bassin minier est Wallers avec trois chevalements.

| Région    | Nombre |
| --------- | ------ |
| Métal     | 17     |
| Béton     | 4      |
| Maçonerie | 1      |
| Total     | 22     |

### Source
- Inventaire - France, exxplore.fr
- Le Bassin Houiller du Nord-Pas-de-Calais, patrimoine-minier.fr